# تودو تاكاتورا
تودو تاكاتورا، (16 شباط 1556 - 9 تشرين الثاني 1630، 藤堂 高虎) كان داي ميو ياباني من فترة أزوتشي-موموياما إلى فترة إيدو.

## تاريخه
نهض تودو تاكاتورا من أصول متواضعة نسبيًا باعتباره أشيغارو (جندي مشاة) ليصبح داي ميو. خلال حياته غير سيده الإقطاعي سبع مرات وعمل لعشرة أشخاص، ولكن في النهاية قدم الولاء لتوكوغاوا إيه-ياسو، الذي أصبح سيده الأخير.
تمت ترقية تودو تاكاتورا بسرعة من قبل هاشيبا هيديناغا، الأخ الأصغر ل، وشارك في الغزو الياباني لكوريا كقائد لأسطول تويوتومي. كانت إقطاعيته في ذلك الوقت كانت أيو-أيواجيما. خلال فترة إيدو، كان يتم قياس كل إقطاعة بحسب حجم إنتاج الأرز بالكوكو. تم تقدير أيو-أيواجيما بحوالي 70,000 كوكو.
خلال معركة سيكيغاهارا في عام 1600، على الرغم من أنه كان أحد الجنرالات الرئيسيين لتويوتومي، إلا إنه انحاز إلى جانب توكوغاوا إياسو. بعد الحرب، تم منحه إقطاعية أكبر، وتم تقدير أيو-أيواجيما بـ 200,000 كوكو. في وقت لاحق من حياته، أصبح سيدًا على مقاطعة تسو (مع امتلاك الأراضي في إيغاو آيس).
بعد وفاة آكاي ناوماسا، أصبح بعض أعضاء عشيرة آكاي خدم في منزل تودو.
إشتهر تودو تاكاتوري أيضًا بتميزه في تصميم القلاع. يقال أنه شارك في بناء ما يصل إلى عشرين قلعة،  بما في ذلك قلعة إيدو وقلعة واكاياما وقلعة أيواجيما وقلعة إمباري وقلعة إيغا أوينو وقلعة ساساياما.

## في الثقافة

### أفلام
- تم أداء دوره بواسطة كيم ميونغ-غون في فيلم "The Admiral: Roaring Currents."

### كتب مصورة
- يظهر تودو كشخصية خيالية في الكتاب المصور "Yi Soon Shin: Warrior and Defender"، حيث يظهر في علاقة حب مع جنرال يدعى غوريجيما ميتشييوكي. موت غوريجيما في معركة هانساندو يصبح دافعه الرئيسي لقتل إي سن شن.

### ألعاب الفيديو
- ظهر تودو في لعبة "Samurai Warriors" كشخصية يمكن اللعب بها. كذلك زهر في Samurai Warriors 4 كصديق مقرب لأوتاني يوشيتسوجو قبل إنضمامه لتويوتومي.